# Слабошув
Слабо́шув (пол. Słaboszów ) — село в Польше в сельской гмине Слабошув Мехувского повета Малопольского воеводства. Административный центр сельской гмины Слабошув.
Село располагается в 18 км от административного центра повета города Мехув и в 44 км от административного центра воеводства города Краков.
Недалеко от села находится бывшая железнодорожная станция Слабошув, которая находилась на несуществующем в настоящее время фрагменте Свентокшиской железной дороги.
До 1954 года село было административным центром упразднённой сельской гмины Нешкув. В 1975—1998 годах село входило в состав Келецкого воеводства.

## Достопримечательности
- Церковь святого Николая, построенная в 1876 году по проекту польского архитектора Генрика Маркони.